# Karl Manzke
Karl Manzke (* 20. November 1928 in Böbbelin, Kreis Schlawe; † 6. Dezember 2008 in Celle) war ein deutscher lutherischer Theologe. Von 1977 bis 1992 war er Landessuperintendent für den Sprengel Stade der Evangelisch-lutherischen Landeskirche Hannovers.

## Leben
Manzke studierte in Wuppertal, Münster und Göttingen Theologie. In Soltau absolvierte er sein Vikariat und war anschließend von 1957 bis 1962 Pastor in Hechthausen bei Cuxhaven. Im Anschluss daran war Manzke Studiendirektor am Predigerseminar Erichsburg in Dassel. 1967 wurde er Superintendent des Kirchenkreises Celle. 1977 folgte seine Berufung zum Landessuperintendenten des Sprengels Stade. Bis zu seinem Tod war Manzke als Prediger und Vortragsredner aktiv.
Karl Manzke ist der Vater von Karl-Hinrich Manzke.

## Schriften
- Das evangelische Verständnis der Ehe und die Veränderungen in Ehe und Familie. Hannover : Lutherhaus-Verlag, 1980
- Predigten, Vorträge, Aufsätze. Celle : [Selbstverlag], 2007